# Галлямов Аббас Радикович
Аббас Радикович Галлямов (тат. Аббас Радик улы Галләмов ; (30 травня 1972 , Челябінськ )) — російський політолог, політтехнолог, публіцист і державний діяч. У 2008-2010 роках — спічрайтер прем'єр-міністра РФ Володимира Путіна. Заступник керівника адміністрації президента Республіки Башкортостан (2010-2014). Кандидат політичних наук.

## Біографія
Народився 30 травня 1972 року в Челябінську, Росія.
У 1995 закінчив Башкирський державний педагогічний інститут, у 2001 — Російську академію державної служби при президенті РФ . Кандидат політичних наук . Тема дисертації «Лідер та імідж лідера в сучасному політичному процесі: проблеми концептуалізації та медіатизації» .
У 2001-2002 роках — начальник прес-служби партії «Союз правих сил» .
З 2002 по 2008 рік — заступник повноважного представника Башкортостану при президенті Росії.
У 2008-2010 роках працював у департаменті з підготовки публічних виступів уряду РФ, готував тексти виступів (спічрайтер) прем'єр-міністру РФ Володимиру Путіну  .
У 2010 році Галлямов повертається в Башкортостан, де до 2014 року є заступником керівника адміністрації президента Республіки Башкортостан Рустема Хамітова  .
У липні 2017 року увійшов до Громадської палати Красногорська .
Як політтехнолог брав участь у регіональних виборчих кампаніях, у 2018-2019 роках входив до складу науково-експертної ради Центральної виборчої комісії Російської Федерації  .
У 2020 році увійшов до експертної ради партії «Нові люди» .
На початку 2022 року переїхав до Ізраїля.
Публіцистика Галлямова виходила у «Відомостях» , Forbes , Republic . Наразі Аббас Галлямов є політичним аналітиком, регулярно з'являється в ефірах російськомовних інтернет-видань   і виступає з коментарями у низці міжнародних ЗМІ     . Веде власний Telegram-канал.
10 лютого 2023 року Мін'юст Росії вніс Галлямова до списку т.з. іноземних агентів .
У березні 2023 року МВС оголосило Галлямова у розшук. Тоді ж стало відомо, що СК РФ порушив проти нього кримінальну справу за статтею про т.з. « Дискредитації ЗС РФ ». Це пов'язано з інтерв'ю експерта YouTube-каналу «Грошi» (проекту українського телеканалу 1+1), що вийшов у світ у квітні 2022 року, в якому він розповів про різанину в Бучі та обстріл вокзалу в Краматорську .
На думку Аббаса Галлямова, восени 2023 року Путіна підтримує меншість виборців. Президентські вибори 2024 року — перші вибори, на яких Путін не може перемогти без фальсифікацій. Тому у разі перемоги на виборах Путін перестане бути легітимним президентом .

## Особисте життя
За національністю — башкир (посилання про те, що він нібито татарин, він пояснює помилкою в даних чиновників). Одружений, четверо дітей .